# Política de Portas Abertas

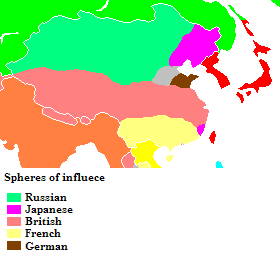
As esferas de influência na China, antes da Política de Porta Aberta.

A Política de Portas Abertas é um conceito em política externa e economia. Como teoria, originalmente postulava que deveriam existir as mesmas condições comerciais das grandes potências na China. Com base nos Tratados Desiguais assinados entre a China e as potências, existiria um acesso irrestrito aos mercados comerciais chineses. Esta política tem origem nas práticas comerciais britânicas, as quais se refletem em acordos comerciais com os chineses da dinastia Qing após a Primeira Guerra do Ópio (1839-1842).
Essa política concederia as várias potências internacionais, com igual acesso para a China, sem que nenhuma delas ficasse no controle total do país. No papel, a política teve como objetivo salvaguardar a soberania chinesa e a integridade territorial da partição. Na verdade, foi utilizada principalmente para mediar interesses conflitantes das potências coloniais, sem a entrada muito significativa dos chineses, criando, assim, um ressentimento persistente e tem sido vista como um símbolo de humilhação nacional por muitos historiadores chineses.
Embora a Política de Portas Abertas esteja geralmente associada com a China, foi reconhecida na Conferência de Berlim de 1885, que declarou que nenhuma potência poderia impor tarifas preferenciais na Bacia do Congo.